# Edward A. O'Neal
Edward Asbury O'Neal (20. september 1818 – 20. november 1890) var en brigadegeneral i Sydstaternes hær under den amerikanske borgerkrig.  

## Tidlige år
Edward O'Neal blev født i Madison County, Alabama, søn af Edward og Rebecca Wheat O'Neal,. Hans far var indvandret fra Irland og hans mor fra South Carolina fra en familie af franske Huguenotter. O'Neal's far døde da han var tre måneder gammel. Efter at have fået en akademisk uddannelse, der omfattede engelsk litteratur og klassiskerne, tog O'Neal batchelor of arts eksamen fra LaGrange College i 1836 som den bedste i klassen. I 1838 giftede O'Neal sig med Olivia Moore og de fik sammen ni børn. O'Neal studerede jura med James W. McClung og blev optaget i advokatsamfundet i 1840.

## Jura karriere og udtræden af Unionen
I 1841 blev O'Neal valgt som dommer i Alabamas fjerde juridiske kreds. O'Neal var en stærk tilhænger af udtræden af Unionen og advokerede for at Alabama skulle udtræde under krisen i 1860.

## Borgerkrig
I juni 1861 blev O'Neal udnævnt til kaptajn og ledede tre kompagnier soldater. Da han nåede til Richmond blev han forfremmet til oberstløjtnant i efteråret. I marts 1862 blev han forfremmet til oberst for 26. Alabama infanteri, og han ledede dette regiment under Peninsula kampagnen. I slaget ved Seven Pines, blev hans hest dræbt under ham, og han blev alvorligt såret af en granatsplint. Han fik stor ros for sin indsats i Slaget ved Chancellorsville. I 1863 havde han kommandoen over en brigade i Robert E. Rodes' division, og førte den i slaget ved Gettysburg samt i Mine Run kampagnen. I begyndelsen af 1864 blev hans regiment sendt tilbage til Alabama for at få fyldt sine rækker, men blev snart beordret til Dalton, Georgia, hvor O'Neal overtog kommandoen over James Cantey's brigade. O'Neal ledede denne brigade i resten af general Joseph E. Johnstons felttog mod general William Tecumseh Sherman. Efter at general John Bell Hood havde fået kommandoen over Army of Tennessee, blev O'Neal afløst og var i selvstændig indsats i resten af krigen. Han blev forfremmet til brigadegeneral, men meddelelsen herom nåede aldrig frem til ham. 

## Efter krigen
Efter krigen genoptog O'Neal sin juridiske karrier. I august 1875 blev han valgt til forfatningskonventet i Alabama og fungerede som formand for komiteen om uddannelse. I 1880 var O'Neal en valgmand ved Winfield Scott Hancocks præsidentkampagne, og holdt taler til fordel for valg af Hancock. O'Neal var Demokratisk guvernør i Alabama fra 1882 til 1886.

## Død og arv
Han døde i 1890 i Florence, Alabama. Hans søn, Emmet O'Neal var guvernør i Alabama fra 1911 til 1915.